# 夏赫列斯坦桥

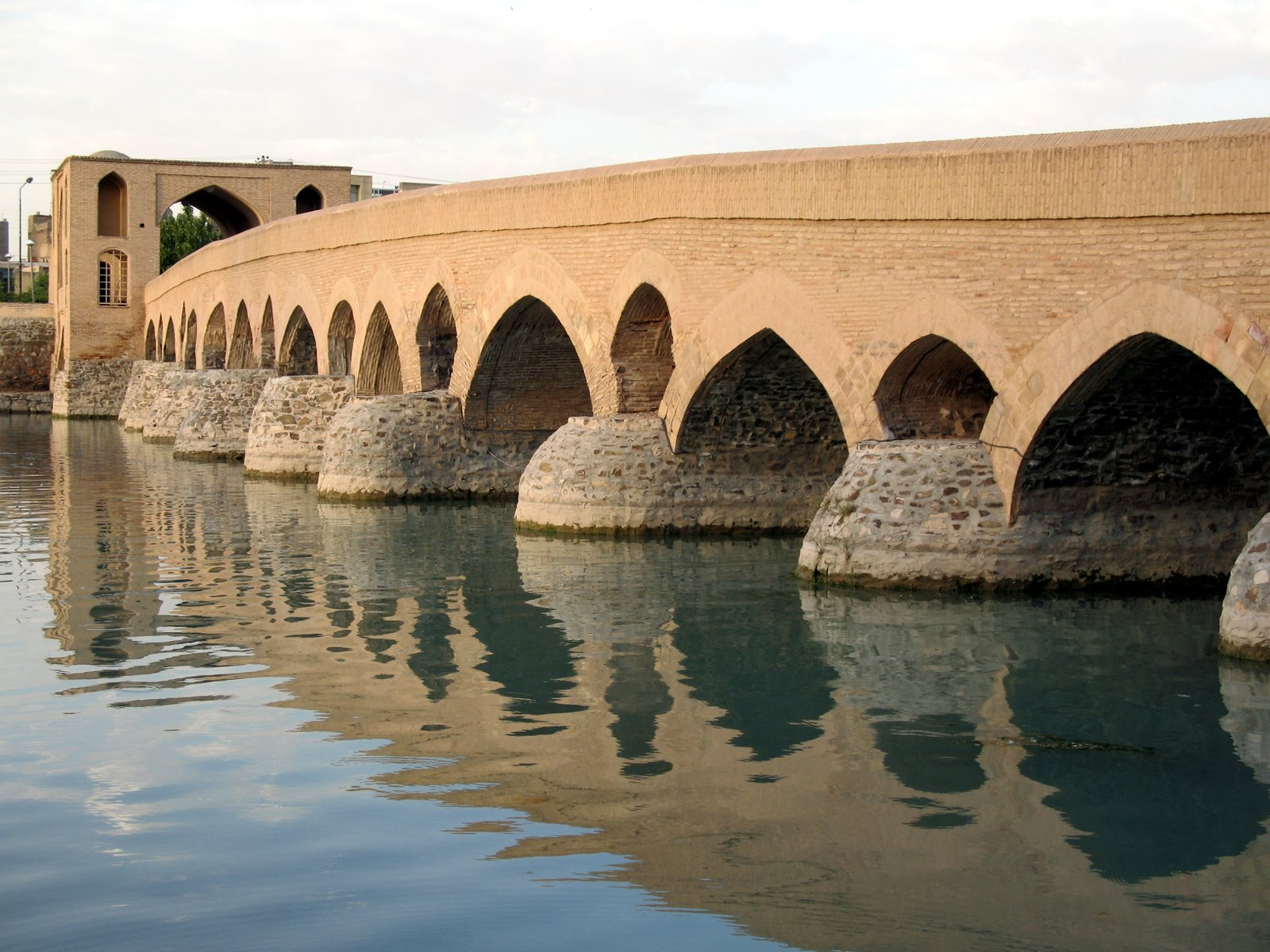

夏赫列斯坦桥 是伊朗伊斯法罕扎延德河上最古老的桥梁。该桥始建于3-7世纪萨珊王朝时期，顶部在10世纪和11世纪由白益王朝和塞尔柱帝国改建。但是其建筑风格大体仍是萨珊王朝风格。
该桥长107.8米，平均宽5.2米。

## 图片

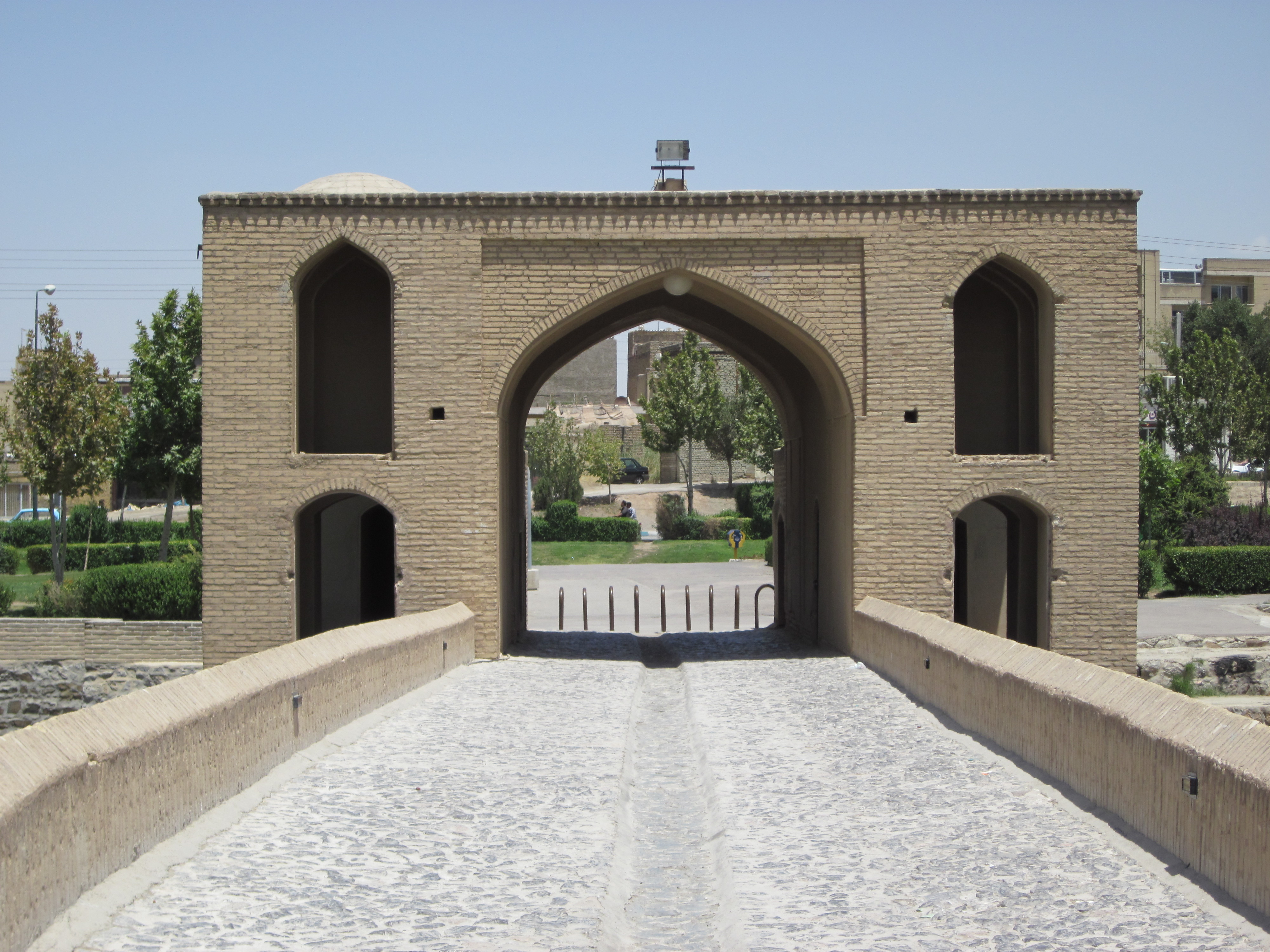
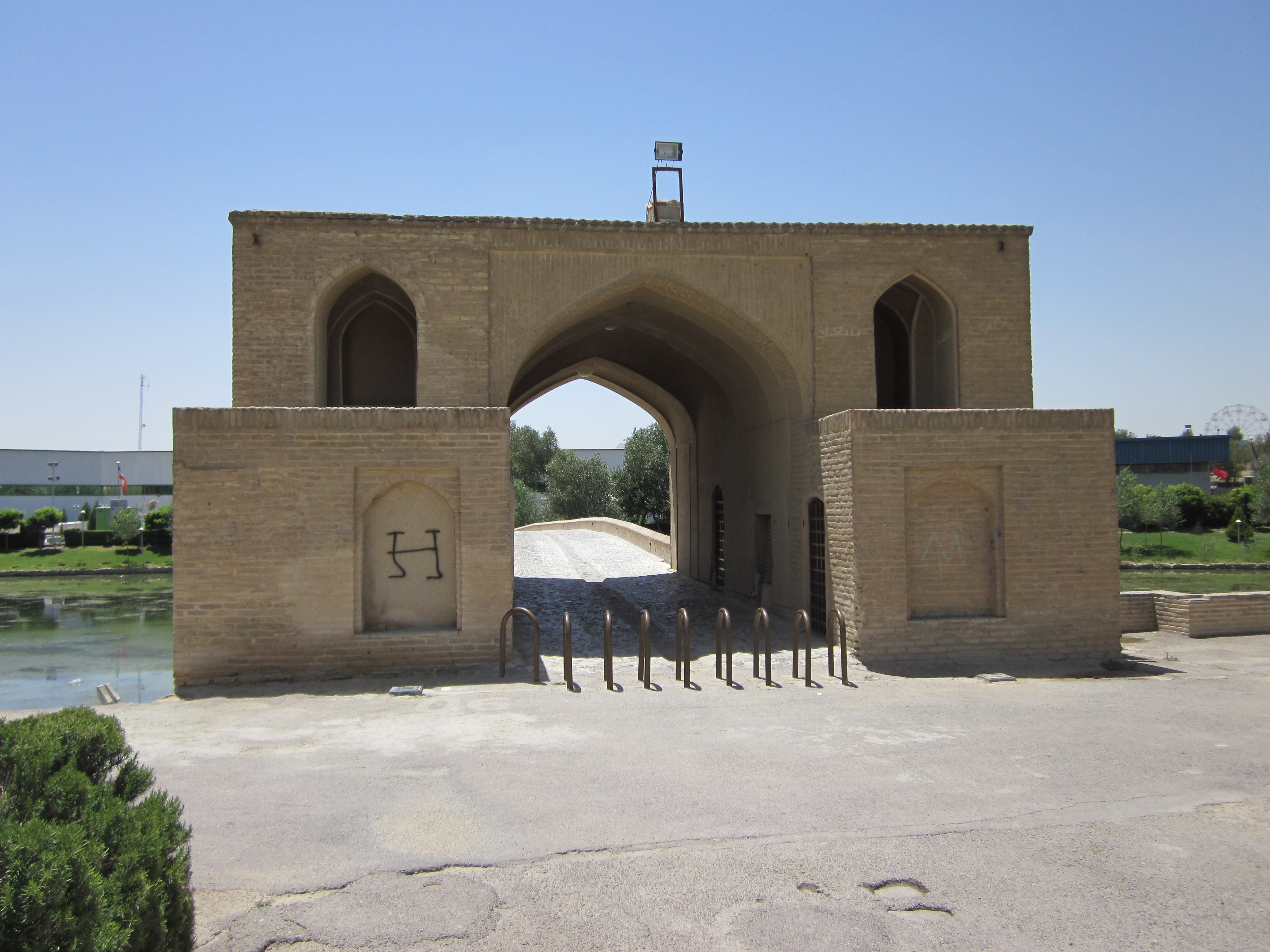
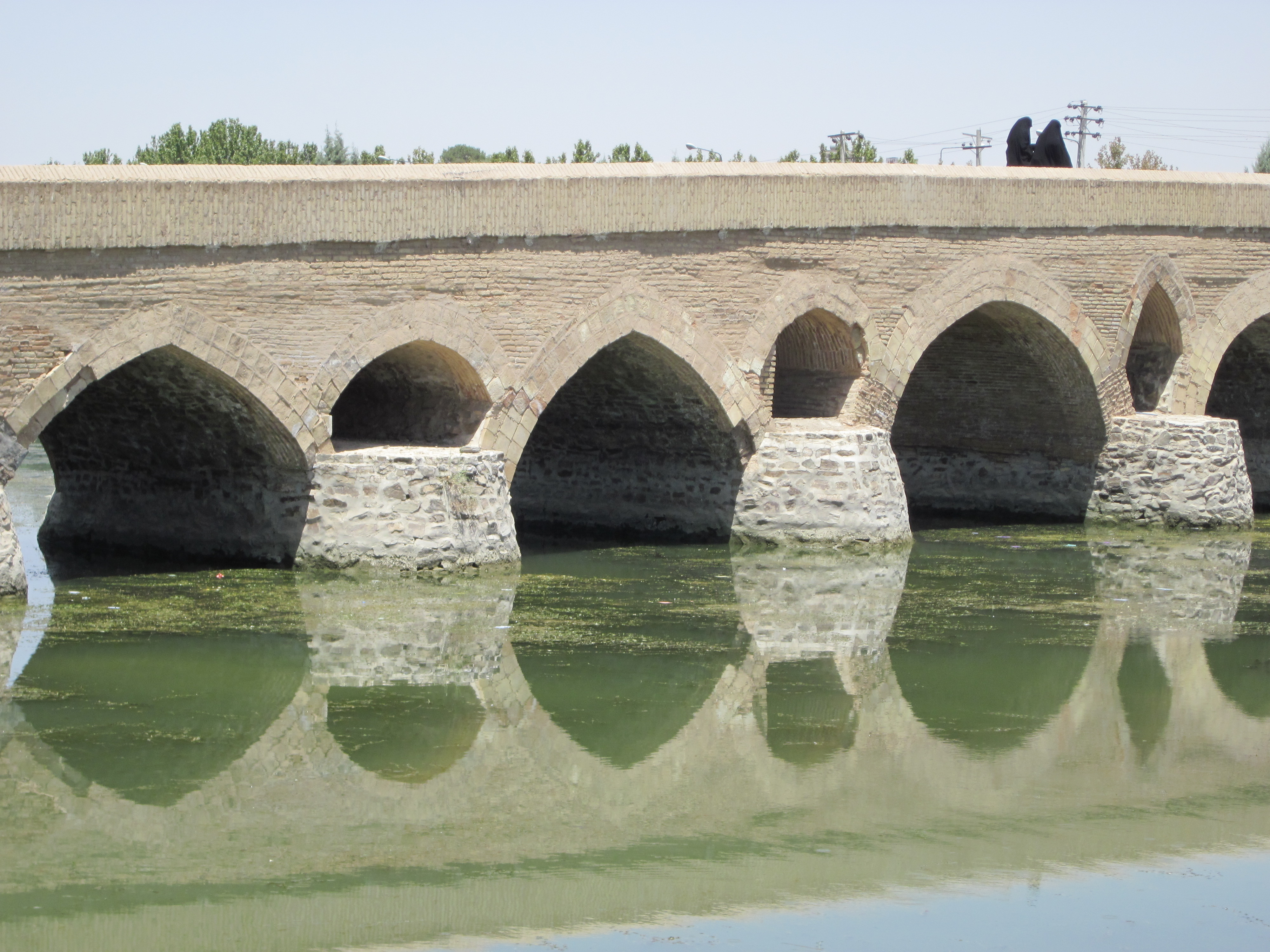
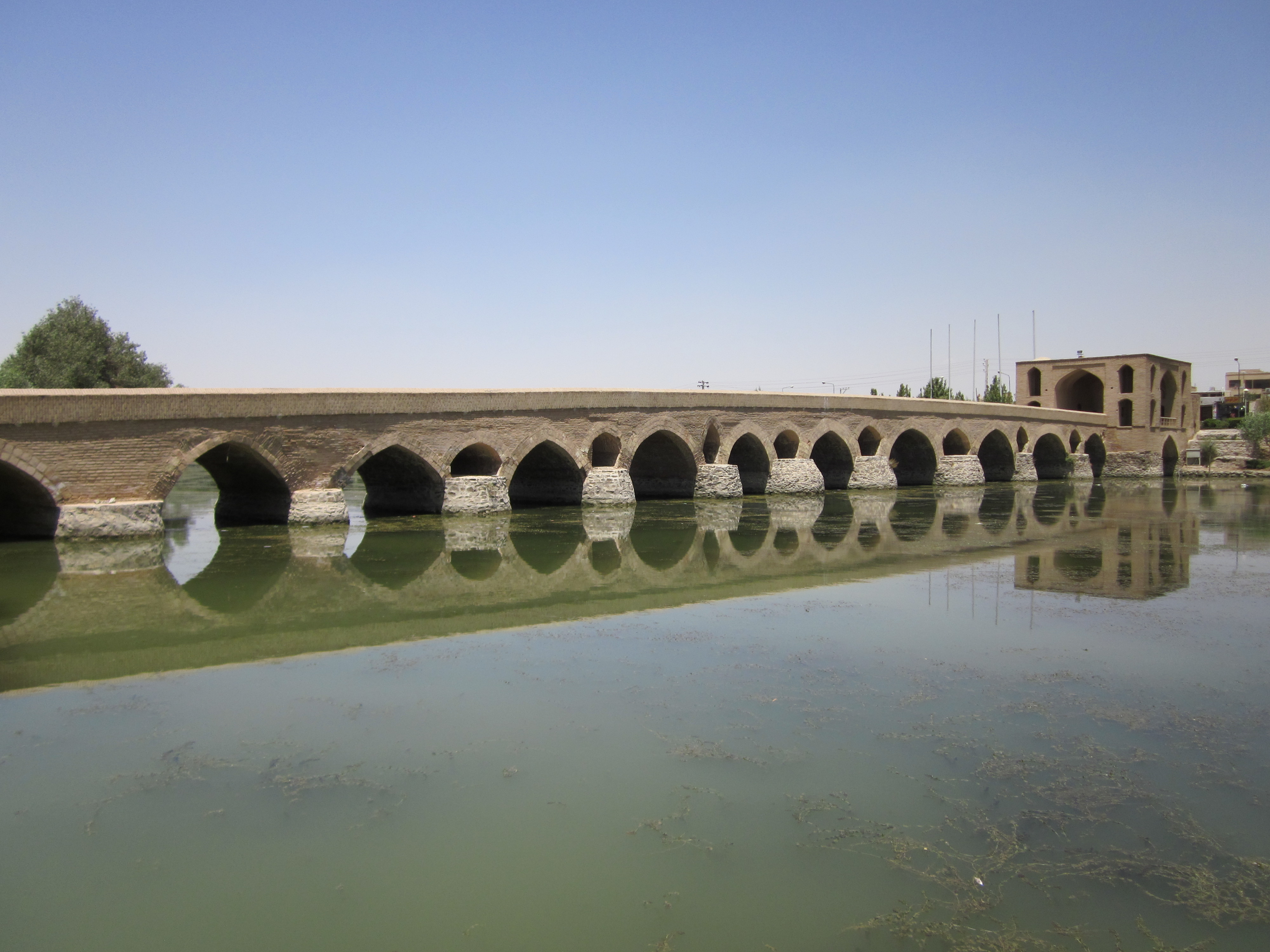